# Lajos Májer
Lajos Májer (Sárbogárd, 31 marzo 1956 – Székesfehérvár, 11 marzo 1998) è stato un calciatore ungherese, di ruolo attaccante.

## Biografia
È morto all'età di 41 anni a causa di un incidente stradale.

## Carriera

### Club
Fra il 1974 e il 1988 ha totalizzato 308 presenze e 56 reti nella massima divisione ungherese, quasi tutte indossando la maglia del Videoton. Con i Vidi conta anche 20 gare e 3 reti in Coppa UEFA, segnando il gol decisivo della finale di ritorno della Coppa UEFA 1984-1985 contro il Real Madrid. Concluse la carriera di calciatore in alcune squadre dilettantistiche austriache.

### Nazionale
Fra il 1976 e il 1979, ha disputato tre incontri amichevoli con la Nazionale maggiore. È stato inoltre convocato nella Nazionale Under-21 per gli Europei di categoria del 1978, disputando i due incontri dei quarti di finale persi con la Jugoslavia e segnando la rede decisiva della gara di andata.

## Statistiche

### Presenze e reti nei club
| Stagione        | Squadra         | Campionato      | Campionato | Campionato | Coppe nazionali | Coppe nazionali | Coppe nazionali | Coppe continentali | Coppe continentali | Coppe continentali | Totale | Totale |
| Stagione        | Squadra         | Comp            | Pres       | Reti       | Comp            | Pres            | Reti            | Comp               | Pres               | Reti               | Pres   | Reti   |
| --------------- | --------------- | --------------- | ---------- | ---------- | --------------- | --------------- | --------------- | ------------------ | ------------------ | ------------------ | ------ | ------ |
| 1974-1975       | Videoton        | NB I            | 9          | 0          | MK              | 0               | 0               | CU                 | 0                  | 0                  | 9      | 0      |
| 1975-1976       | Videoton        | NB I            | 18         | 3          | MK              | 1               | 0               | -                  | -                  | -                  | 19     | 3      |
| 1976-1977       | Videoton        | NB I            | 30         | 4          | MK              | 10              | 2               | CU                 | 6                  | 0                  | 46     | 6      |
| 1977-1978       | Videoton        | NB I            | 34         | 11         | MK              | 3               | 0               | -                  | -                  | -                  | 37     | 11     |
| 1978-1979       | Videoton        | NB I            | 10         | 1          | MK              | 3               | 1               | -                  | -                  | -                  | 13     | 2      |
| 1979-1980       | Videoton        | NB I            | 29         | 8          | MK              | 1               | 0               | -                  | -                  | -                  | 30     | 8      |
| 1980-1981       | Videoton        | NB I            | 28         | 4          | MK              | 3               | 1               | -                  | -                  | -                  | 31     | 5      |
| 1981-1982       | Videoton        | NB I            | 31         | 5          | MK              | 6               | 0               | CU                 | 2                  | 0                  | 39     | 5      |
| 1982-1983       | Videoton        | NB I            | 14         | 5          | MK              | 1               | 1               | -                  | -                  | -                  | 15     | 6      |
| 1983-1984       | Videoton        | NB I            | 23         | 6          | MK              | 3               | 0               | -                  | -                  | -                  | 26     | 6      |
| 1984-1985       | Videoton        | NB I            | 25         | 5          | MK              | 2               | 1               | CU                 | 8                  | 3                  | 35     | 9      |
| 1985-1986       | Videoton        | NB I            | 29         | 3          | MK              | 4               | 3               | CU                 | 4                  | 0                  | 37     | 6      |
| 1986-1987       | Videoton        | NB I            | 9          | 1          | MK              | 1               | 0               | -                  | -                  | -                  | 10     | 1      |
| ago.-ott. 1987  | Győri ETO       | NB I            | 3          | 0          | MK              | 0               | 0               | -                  | -                  | -                  | 3      | 0      |
| ott. 1987-1988  | Videoton        | NB I            | 16         | 2          | MK              | 0               | 0               | -                  | -                  | -                  | 16     | 2      |
| Totale Videoton | Totale Videoton | Totale Videoton | 305        | 56         |                 | 38              | 9               |                    | 20                 | 3                  | 363    | 68     |
| Totale carriera | Totale carriera | Totale carriera | 308        | 56         |                 | 38              | 9               |                    | 20                 | 3                  | 366    | 68     |

### Cronologia presenze e reti in nazionale
| Cronologia completa delle presenze e delle reti in nazionale ― Ungheria | Cronologia completa delle presenze e delle reti in nazionale ― Ungheria | Cronologia completa delle presenze e delle reti in nazionale ― Ungheria | Cronologia completa delle presenze e delle reti in nazionale ― Ungheria | Cronologia completa delle presenze e delle reti in nazionale ― Ungheria | Cronologia completa delle presenze e delle reti in nazionale ― Ungheria | Cronologia completa delle presenze e delle reti in nazionale ― Ungheria | Cronologia completa delle presenze e delle reti in nazionale ― Ungheria |
| Data                                                                    | Città                                                                   | In casa                                                                 | Risultato                                                               | Ospiti                                                                  | Competizione                                                            | Reti                                                                    | Note                                                                    |
| ----------------------------------------------------------------------- | ----------------------------------------------------------------------- | ----------------------------------------------------------------------- | ----------------------------------------------------------------------- | ----------------------------------------------------------------------- | ----------------------------------------------------------------------- | ----------------------------------------------------------------------- | ----------------------------------------------------------------------- |
| 17-4-1976                                                               | Banja Luka                                                              | Jugoslavia                                                              | 0 – 0                                                                   | Ungheria                                                                | Amichevole                                                              | -                                                                       | 62’                                                                     |
| 30-4-1976                                                               | Losanna                                                                 | Svizzera                                                                | 0 – 1                                                                   | Ungheria                                                                | Amichevole                                                              | -                                                                       |                                                                         |
| 26-10-1979                                                              | Budapest                                                                | Ungheria                                                                | 0 – 2                                                                   | Stati Uniti                                                             | Amichevole                                                              | -                                                                       | 55’                                                                     |
| Totale                                                                  |                                                                         | Presenze                                                                | 3                                                                       |                                                                         | Reti                                                                    | 0                                                                       |                                                                         |

| Cronologia completa delle presenze e delle reti in nazionale ― Ungheria under 21 | Cronologia completa delle presenze e delle reti in nazionale ― Ungheria under 21 | Cronologia completa delle presenze e delle reti in nazionale ― Ungheria under 21 | Cronologia completa delle presenze e delle reti in nazionale ― Ungheria under 21 | Cronologia completa delle presenze e delle reti in nazionale ― Ungheria under 21 | Cronologia completa delle presenze e delle reti in nazionale ― Ungheria under 21 | Cronologia completa delle presenze e delle reti in nazionale ― Ungheria under 21 | Cronologia completa delle presenze e delle reti in nazionale ― Ungheria under 21 |
| Data                                                                             | Città                                                                            | In casa                                                                          | Risultato                                                                        | Ospiti                                                                           | Competizione                                                                     | Reti                                                                             | Note                                                                             |
| -------------------------------------------------------------------------------- | -------------------------------------------------------------------------------- | -------------------------------------------------------------------------------- | -------------------------------------------------------------------------------- | -------------------------------------------------------------------------------- | -------------------------------------------------------------------------------- | -------------------------------------------------------------------------------- | -------------------------------------------------------------------------------- |
| 22-3-1978                                                                        | Maribor                                                                          | Jugoslavia under 21                                                              | 0 – 1                                                                            | Ungheria under 21                                                                | Europeo Under-21 1978                                                            | 1                                                                                |                                                                                  |
| 5-4-1978                                                                         | Békéscsaba                                                                       | Ungheria under 21                                                                | 2 – 0                                                                            | Jugoslavia under 21                                                              | Europeo Under-21 1978                                                            | -                                                                                |                                                                                  |
| Totale                                                                           |                                                                                  | Presenze                                                                         | 2                                                                                |                                                                                  | Reti                                                                             | 1                                                                                |                                                                                  |